# قاي (قسيس)
قاي (بالفرنسية: Guy d'Amiens)‏ هو قسيس فرنسي، ولد في 1014، وتوفي في 22 ديسمبر 1074.